# Arianna Armani
Arianna Armani (Nueva York, Estados Unidos, 18 de noviembre de 1987) es una actriz pornográfica estadounidense. Antes de entrar en la industria en 2008 trabajó en varias agencias de modelos. Tiene un contrato con Digital Playground desde 2009.

## Filmografía
- Always and Forever
- Angelina Armani - The Big Hit
- Barely Legal 87
- Barely Legal Boot Camp - Class of '08
- Bound To Please 5
- Fuck My Mom and Me 5
- Manaconda 3
- Mikayla's Mind
- Naughty Nannies
- POV Casting Couch 25
- Reform School Girls 5
- Teachers
- Trade School Sluts
- You and Me POV
- You and Us